# Najla Bouden
Najla Bouden (Arabisch : نجلاء بودن) volledige naam Najla Bouden Romdhane (Arabisch : نجلاء بودن رمضان ) (Kairouan, 29 juni 1958) is een Tunesische geoloog en hoogleraar. Ze was van eind 2021 tot midden 2023 premier van Tunesië en is de eerste vrouwelijke premier in de Arabische wereld. Ze werkte eerder op het ministerie van Hoger Onderwijs in 2011.

## Levensloop en carrière
Bouden werd in 1958 geboren in Kairouan. Ze is ingenieur van beroep en professor in het hoger onderwijs aan de Nationale School van Ingenieurs van Tunis dat deel uit maakt van de El Manaruniversiteit van Tunis, met een specialisatie in geowetenschappen. Ze heeft een Ph.D. van de École des Mines de Paris in aardbevingstechniek. Haar werk was gericht op seismische gevaren in Tunis.
Vóór haar huidige functie als premier bekleedde ze leidinggevende functies bij het Tunesische ministerie van Hoger Onderwijs en Wetenschappelijk Onderzoek, onder meer als onderdeel van het door de Wereldbank gefinancierde programma "PromEssE" ter waarde van 70 miljoen dollar om het universitaire onderwijs te hervormen en te "moderniseren". Om zo de wijdverbreide werkloosheid onder Tunesische afgestudeerden te verminderen, een belangrijk sociaal probleem in het land.

## Premierschap
Op de dag van de Republiek, 25 juli 2021, eisen duizenden demonstranten de ontbinding van de Parlement en een regimewisseling. Deze bijeenkomsten komen op het moment dat de gezondheidscrisis in verband met de Covid-19-pandemie verergert. Diezelfde avond ontslaat Kais Saied de regering van Mechichi met onmiddellijke ingang en schorst de werkzaamheden van het parlement voor onbepaalde duur en liet militairen het parlementsgebouw omsingelen en afsluiten, beroep doende op artikel 80 van de Grondwet, Saied besluit om per decreet te regeren.
Op 29 september 2021 maakte president Kais Saied bekend dat hij Najla Bouden had aangesteld om een nieuwe regering te vormen. Op 11 oktober legt ze samen met de leden van haar regering de eed af voor de President van de Republiek.
Bouden hield zich als premier op de achtergrond en verscheen vrijwel niet in het openbaar. Ze lijkt nauwelijks enige invloed op het beleid te hebben uitgeoefend. Per 1 augustus 2023 werd ze door president Saied ontslagen als premier en opgevolgd door Ahmed Hachani.